# Международный день переработки вторсырья
Международный день переработки вторсырья — этот день призван привлечь внимание к проблеме мусора во всем мире. Главная задача: донести до людей информацию о важности переработки вторсырья, которая является более здоровой для людей и природы альтернативой закапыванию мусора на полигонах или сжиганию в печах мусоросжигательных заводов (МСЗ). В России празднование этого дня 15 ноября инициировано Greenpeace России в 2014 году, что соответствует дате Американского Дня Переработки.
Всемирный день переработки отмечается в мире 8 июля. Кроме того Bureau of International Recycling продвигает альтернативную дату проведения этого дня, 18 марта.
В России проблема мусора является одной из наиболее актуальных экологических проблем. Ежегодно россияне выбрасывают 70 млн тонн бытового мусора. Сейчас практически всё, что попадает в мусорные контейнеры, отправляется на полигоны и свалки. И лишь около 4 % перерабатывается. Ежегодно в России территория под свалки увеличивается на 0,4 млн га — это площадь, равная Москве и Санкт-Петербургу вместе взятым.